# Gran Premio motociclistico d'Olanda 1964
Il Gran Premio motociclistico d'Olanda fu il quinto appuntamento del motomondiale 1964.
Si svolse sabato 27 giugno 1964 sul circuito di Assen, ed erano in programma tutte le classi in singolo oltre che i sidecar.
La Classe 500 fu vinta da Mike Hailwood sulla MV Agusta (che al termine della gara si trasferì in Francia per gareggiare il giorno successivo nel Gran Premio di Formula 1); le gare per le classi 350, 250 e 125 furono vinte da Jim Redman su Honda (essendo il primo pilota ad ottenere tre successi nella stessa giornata; gli altri casi precedenti erano stati ottenuti al Tourist Trophy dove le gare si svolgevano in giorni diversi), la 50 da Ralph Bryans sempre su Honda (al primo successo iridato); tra le motocarrozzette si impose l'equipaggio composto da Colin Seeley e Wally Rawling su FCS-BMW (al loro primo successo nel mondiale).
Durante le prove delle 125 un incidente portò alla morte del pilota tedesco Roland Föll.

## Classe 500
Furono 27 i piloti alla partenza e ne vennero classificati 16 al termine della prova.
Tra i ritirati vi furono Mike Duff, Derek Minter, Benedicto Caldarella e Jack Findlay.

### Arrivati al traguardo
| Pos. | Nº | Pilota            | Motocicletta | Giri | Tempo        | Griglia | Punti |
| ---- | -- | ----------------- | ------------ | ---- | ------------ | ------- | ----- |
| 1º   | 1  | Mike Hailwood     | MV Agusta    | 20   | 1h 03' 35" 4 | 1º      | 8     |
| 2º   | 2  | Remo Venturi      | Bianchi      | 20   | +1' 34" 2    | 3º      | 6     |
| 3º   | 15 | Paddy Driver      | Matchless    | 20   | +2' 42" 8    |         | 4     |
| 4º   | 20 | Jack Ahearn       | Norton       | 20   | +3' 11" 8    |         | 3     |
| 5º   | 11 | Fred Stevens      | Matchless    | 19   | +1 giro      |         | 2     |
| 6º   | 8  | Phil Read         | Matchless    | 19   | +1 giro      |         | 1     |
| 7º   | 3  | Alberto Pagani    | Bianchi      |      | +1 giro      |         |       |
| 8º   | 10 | Dan Shorey        | Norton       |      | +1 giro      |         |       |
| 9º   | 28 | Walter Scheimann  | Norton       |      | +1 giro      |         |       |
| 10º  | 27 | Karl Recktenwald  | Norton       |      | +1 giro      |         |       |
| 11º  | 4  | František Šťastný | Jawa         |      | +1 giro      |         |       |
| 12º  | 26 | Ernst Hiller      | Norton       |      | +1 giro      |         |       |
| 13º  | 31 | Aart van Kooy     | Norton       |      | +2 giri      | 14º     |       |
| 14º  | 16 | Lewis Young       | Matchless    |      | +2 giri      |         |       |
| 15º  | 13 | Vernon Cottle     | Norton       |      | +2 giri      |         |       |
| 16º  | 30 | Joop Vogelzang    | Norton       |      | +2 giri      |         |       |

### Ritirati
| Nº | Pilota                | Motocicletta | Griglia |
| 6  | Benedicto Caldarella  | Gilera       | 2º      |
| 22 | Jack Findlay          | Matchless    |         |
| 5  | Gustav Havel          | Jawa         |         |
| 7  | Derek Minter          | Norton       | 4º      |
| 14 | Roy Ingram            | Norton       |         |
| 17 | Allen-Roger C. Hunter | Matchless    |         |
| 19 | Mike Duff             | Matchless    |         |
| 21 | Dennis Fry            | Norton       |         |
| 23 | Maurice Low           | Norton       |         |
| 24 | Sven-Olaf Gunnarsson  | Norton       |         |
| 32 | Derek Woodman         | Matchless    |         |

## Classe 350

### Arrivati al traguardo
| Pos. | Pilota         | Moto      | Tempo        | Punti |
| ---- | -------------- | --------- | ------------ | ----- |
| 1    | Jim Redman     | Honda     | 1h 05' 43" 4 | 8     |
| 2    | Mike Hailwood  | MV Agusta | +1' 41" 4    | 6     |
| 3    | Remo Venturi   | Bianchi   | +2' 55"      | 4     |
| 4    | Paddy Driver   | AJS       | +1 giro      | 3     |
| 5    | Mike Duff      | AJS       | +1 giro      | 2     |
| 6    | Derek Minter   | Norton    | +1 giro      | 1     |
| 7    | Gustav Havel   | Jawa      | +1 giro      |       |
| 8    | Alan R. Hunter | Norton    | +1 giro      |       |
| 9    | Jack Ahearn    | Norton    | +1 giro      |       |

## Classe 250

### Arrivati al traguardo
| Pos. | Pilota            | Moto       | Tempo     | Punti |
| ---- | ----------------- | ---------- | --------- | ----- |
| 1    | Jim Redman        | Honda      | 55' 13" 2 | 8     |
| 2    | Phil Read         | Yamaha     | +0" 1     | 6     |
| 3    | Tommy Robb        | Yamaha     | +2' 38" 4 | 4     |
| 4    | Tarquinio Provini | Benelli    | +1 giro   | 3     |
| 5    | Mike Duff         | Yamaha     | +1 giro   | 2     |
| 6    | Gilberto Milani   | Aermacchi  | +1 giro   | 1     |
| 7    | Bruce Beale       | Honda      | +1 giro   |       |
| 8    | Alberto Pagani    | Paton      | +1 giro   |       |
| 9    | Trevor Barnes     | Moto Guzzi | +1 giro   |       |
| 10   | Günter Beer       | Honda      | +2 giri   |       |
| 11   | Joop Vogelzang    | Aermacchi  | +2 giri   |       |
| 12   | Siegfried Lohmann | Adler      | +2 giri   |       |

## Classe 125
Luigi Taveri, vincitore della gara precedente, infortunatosi durante le prove, non prese il via a nessuna delle prove della giornata.

### Arrivati al traguardo
| Pos. | Pilota           | Moto   | Tempo     | Punti |
| ---- | ---------------- | ------ | --------- | ----- |
| 1    | Jim Redman       | Honda  | 47' 49" 2 | 8     |
| 2    | Phil Read        | Yamaha | +6" 5     | 6     |
| 3    | Ralph Bryans     | Honda  | +22"      | 4     |
| 4    | Bert Schneider   | Suzuki | +22" 6    | 3     |
| 5    | Hugh Anderson    | Suzuki | +46"      | 2     |
| 6    | Frank Perris     | Suzuki | +46" 4    | 1     |
| 7    | Isamu Kasuya     | Honda  | +1' 42" 4 |       |
| 8    | Cees van Dongen  | MZ     | +3' 30" 6 |       |
| 9    | Rex Avery        | EMC    | +1 giro   |       |
| 10   | Giuseppe Visenzi | Honda  | +1 giro   |       |
| 11   | Walter Scheimann | Honda  | +1 giro   |       |
| 12   | Chris Vincent    | Honda  | +1 giro   |       |
| 13   | Bruce Beale      | Honda  | +1 giro   |       |

## Classe 50
Furono solo cinque i piloti che tagliarono il traguardo, di conseguenza non vennero neppure assegnati tutti i punti a disposizione. Tra i ritirati Hugh Anderson vincitore della gara precedente.

### Arrivati al traguardo
| Pos. | Pilota               | Moto     | Tempo     | Punti |
| ---- | -------------------- | -------- | --------- | ----- |
| 1    | Ralph Bryans         | Honda    | 30' 30" 1 | 8     |
| 2    | Isao Morishita       | Suzuki   | +26" 3    | 6     |
| 3    | Mitsuo Itoh          | Suzuki   | +26" 5    | 4     |
| 4    | Hans-Georg Anscheidt | Kreidler | +2' 37" 5 | 3     |
| 5    | Cees van Dongen      | Kreidler | +2' 37" 9 | 2     |

## Classe sidecar
Fu questa la 80ª prova disputata per le motocarrozzette dall'istituzione del motomondiale. La gara si svolse su 14 giri, per un totale di 107,800 km. Il giro più veloce fu fatto segnare da Colin Seeley (FCS-BMW) e da Chris Vincent (BMW) in 3' 35" 8 a 128,500 km/h. Florian Camathias che gareggiò con un nuovo passeggero dopo la morte di Roland Föll, fu costretto al ritiro.

### Arrivati al traguardo
| Pos. | Pilota            | Passeggero       | Moto    | Tempo     | Punti |
| ---- | ----------------- | ---------------- | ------- | --------- | ----- |
| 1    | Colin Seeley      | Wally Rawlings   | FCS-BMW | 51' 04" 2 | 8     |
| 2    | Chris Vincent     | Eddie Bulgin     | BMW     | +6" 5     | 6     |
| 3    | Fritz Scheidegger | John Robinson    | BMW     | +8"       | 4     |
| 4    | Max Deubel        | Emil Hörner      | BMW     | +32" 5    | 3     |
| 5    | Otto Kölle        | Heinz Marquardt  | BMW     | +2' 12" 4 | 2     |
| 6    | Georg Auerbacher  | Beno Heim        | BMW     | +2' 16" 3 | 1     |
| 7    | Arsenius Butscher | Wolfgang Kalauch | BMW     | +1 giro   |       |
| 8    | Boško Šnajder     | Stjepan Rogan    | BMW     | +1 giro   |       |
| 9    | Harald Wohlfahrt  | Armgard Neumann  | BMW     | +1 giro   |       |
| 10   | Stan Nightingale  | Harvey Eastwick  | Norton  | +2 giri   |       |